# Боклунд, Юхан
Юхан Кристоффер Боклунд (швед. Johan Christoffer Boklund; 15 июля 1817, Аллерум, Скания, Швеция — 9 декабря 1880, Стокгольм, Швеция) — шведский художник, специализирующийся на исторической, жанровой и портретной живописи.

## Биография

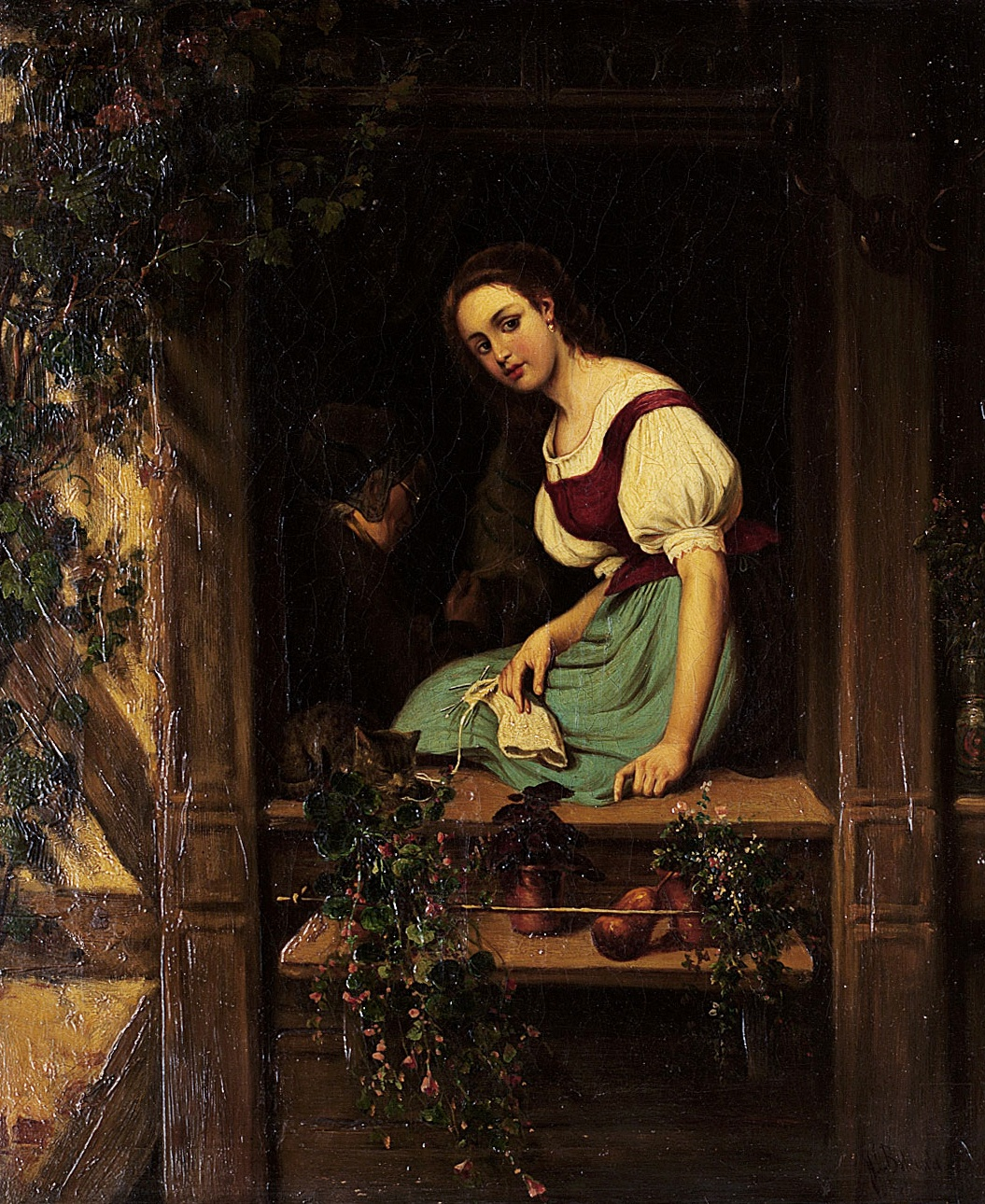
Девушка в окне с вязанием и кошкой.

Юхан Боклунд был сыном Юханнеса Кристоффера Боклунда и Ингрид Агнеты Фернстрём. С 1832 по 1836 год Юхан получал своё первое художественное образование у преподавателя Лундского университета Магнуса Кёрнера. Он также помогал Кёрнеру с заданиями по рисованию для университета и других клиентов, включая иллюстрации для Skandinavisk Fauna (Скандинавская Фауна) Свена Нильсона. В Датской королевской академии изящных искусств Боклунд обучался у датского художника Йохана Лунда, а в 1837 году он приехал в Стокгольм и поступил в Королевскую академию свободных искусств.
В 1846 году Юхан отправился в Мюнхен вместе со своим другом Юханом Хёкертом и пробыл там восемь лет. Летом Боклунд ездил в учебные поездки в Баварию, Тироль и Северную Италию. Картина Den nyfikne trumpetaren (Любопытный трубач), которую он отправил домой в Швецию в 1853 году, дала ему государственную стипендию, которая позволила ему продолжить работу в Париже, где в 1854—1855 годах Боклунд работал в мастерской Тома Кутюра. В декабре 1855 года Юхан вернулся в Швецию.
В 1856 году Боклунд стал преподавателем Королевской академии и был назначен профессором. В том же году он стал инициатором создания Konstnärsklubben (Художественный клуб). В 1858 году он женился на Кароле Штутгардтер (1833—1897) из Мюнхена. С 1856 по 1872 год Юхан был учителем Карла XV, а в 1861 году стал членом комитета по оформлению Национального музея и исполняющим обязанности секретаря в музее королевского дворца. В 1866 году он стал куратором художественного отдела Национального музея, а в 1867 году директором коллекции Карла XV и директором Королевской академии свободных искусств. Боклунд участвовал в качестве члена комитета в организации выставки скандинавского искусства в Стокгольме в 1866 году. Примерно в то же время он помог создать женскую секцию в академии.
Его многочисленные административные хлопоты отнимали время от живописи и напрягали здоровье. Семья Юхана состояла из пятерых детей. Его дочь Тира Графстрём была художницей по текстилю и замужем за оперным певцом Жаном Графстрёмом. Его сын Харальд Боклунд был архитектором. Боклунд представлен в Национальном музее Швеции, Гётеборгском художественном музее, Венерсборгском музее, Художественном музее Норрчёпинга и Художественном музее Кальмара.

## Галерея

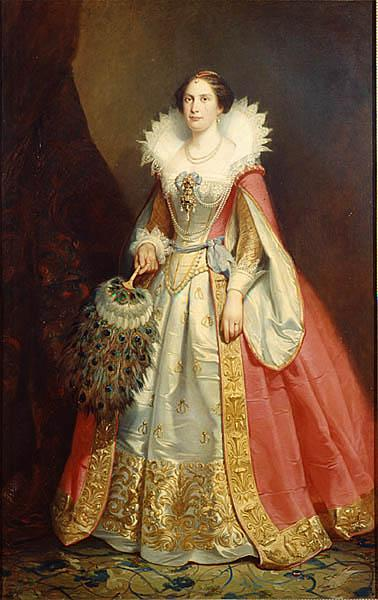
Луиза Нидерландская (1861)
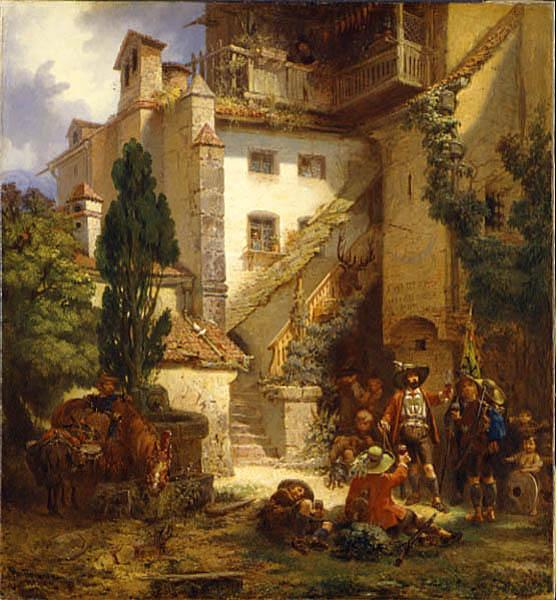
Стрелки в Мерано (1862)
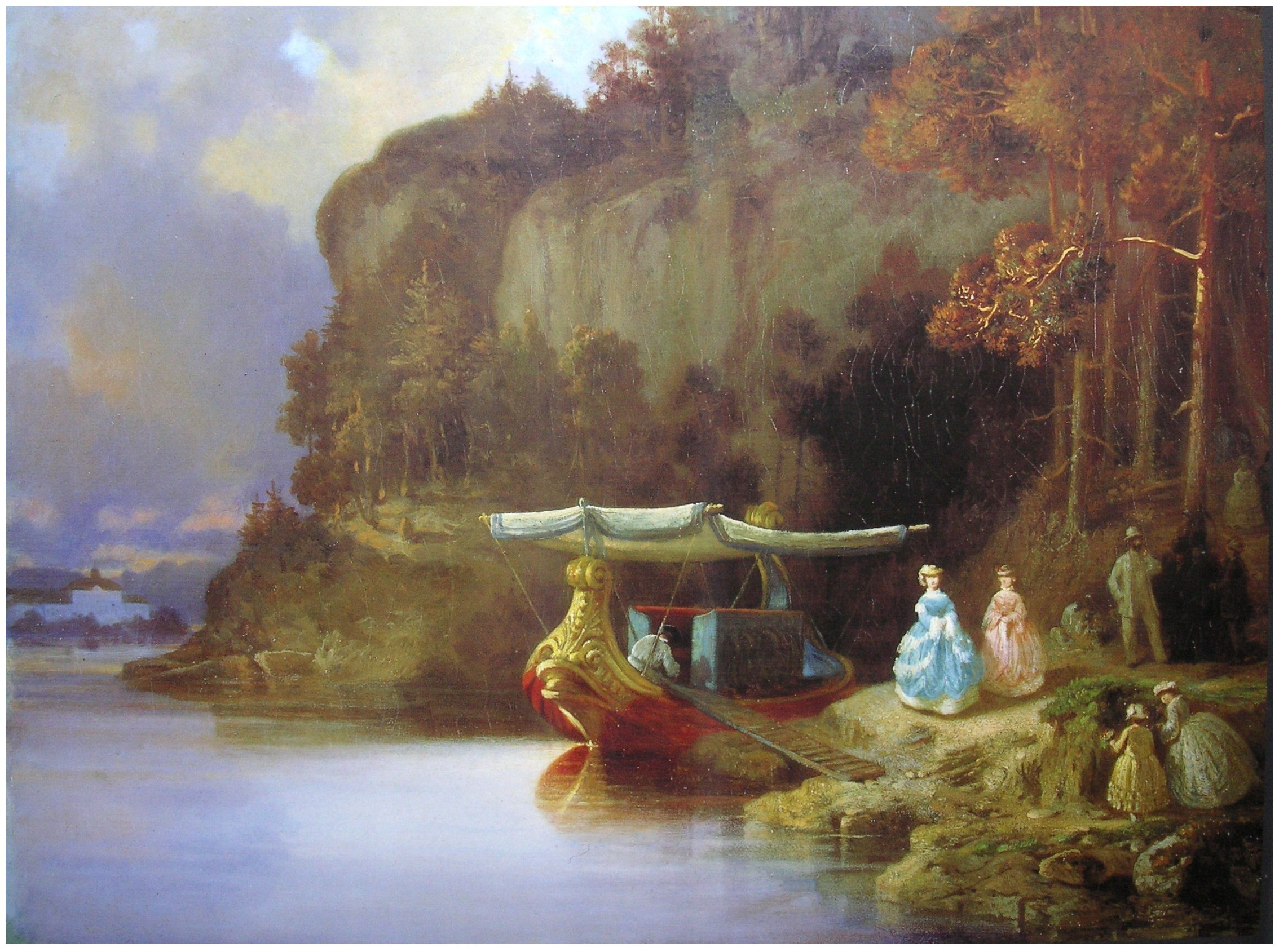
Вид на залив Эдсвикен (1865)